# أولي بالمر
أولي بالمر (بالإنجليزية: Ollie Palmer)‏ (21 يناير 1992 في المملكة المتحدة - ) هو لاعب كرة قدم بريطاني في مركز الهجوم. لعب مع بوريهام وود إف سي وغريمسبي تاون ونادي ليتون أورينت ونادي وكينغ ونادي مانسفيلد تاون وهافانت أند ووترلوفيل وسانت ألبانز سيتي.

## وصلات خارجية
- أولي بالمر على موقع قاعدة بيانات كرة القدم.إي يو (الإنجليزية)
- أولي بالمر على موقع Soccerbase.com (لاعب) (الإنجليزية)
- أولي بالمر على موقع Soccerway.com (الإنجليزية)